# د کلاب
گروه د کلاب (به انگلیسی: The club)، یک گروه کشتی حرفه‌ای در کمپانی دبلیودبلیوئی می‌باشد و از ای جی استایلز (رهبر گروه), کارل اندرسون و لوک گلوز تشکیل شده‌است.